# Menotti Schärman
Augusti Menotti Schärman, född 12 februari 1872 i Stockholm, död 1 februari 1942 i Stockholm, var en svensk ornamentsbildhuggare.
Han var son till August Schärman och hans hustru född Björk och från 1892 gift med Agnes Österlund. Schärman studerade vid Tekniska skolan 1885–1899 och började redan under sin studietid att arbeta för Sven Scholander där han stannade till 1895. Från 1897 arbetade han hos Gustav Fredrik Norling tills han 1929 etablerade en egen bildhuggeriverkstad i Stockholm. Han var under några år ordförande i Stockholms bildhuggare- och stuckatörmästarförening. Som bildhuggare utförde han ett flertal offentliga och privata skulpturdekorationer samt dekorationer för utställningar i Sverige och utomlands. Schärman är representerad med en modell från 1871 av Årstabron och sammanbindningsbanan vid Järnvägsmuseet.